# Thomas Dancer
Thomas Dancer est un médecin et un naturaliste britannique, né vers 1750 et mort à Kingston (Jamaïque) le 1er août 1811.
Il accompagne le capitaine William Bligh (1754-1817), à bord de l’HMS Providence et Assistant lors de son voyage dans les mers du Sud à la recherche de spécimens botaniques.